# Цетина
Це́тина (хорв. Cetina) — река на юге Хорватии, протяжённостью 100,5 км. Впадает в Адриатическое море.
Река знаменита своим живописным ущельем с бурным течением.

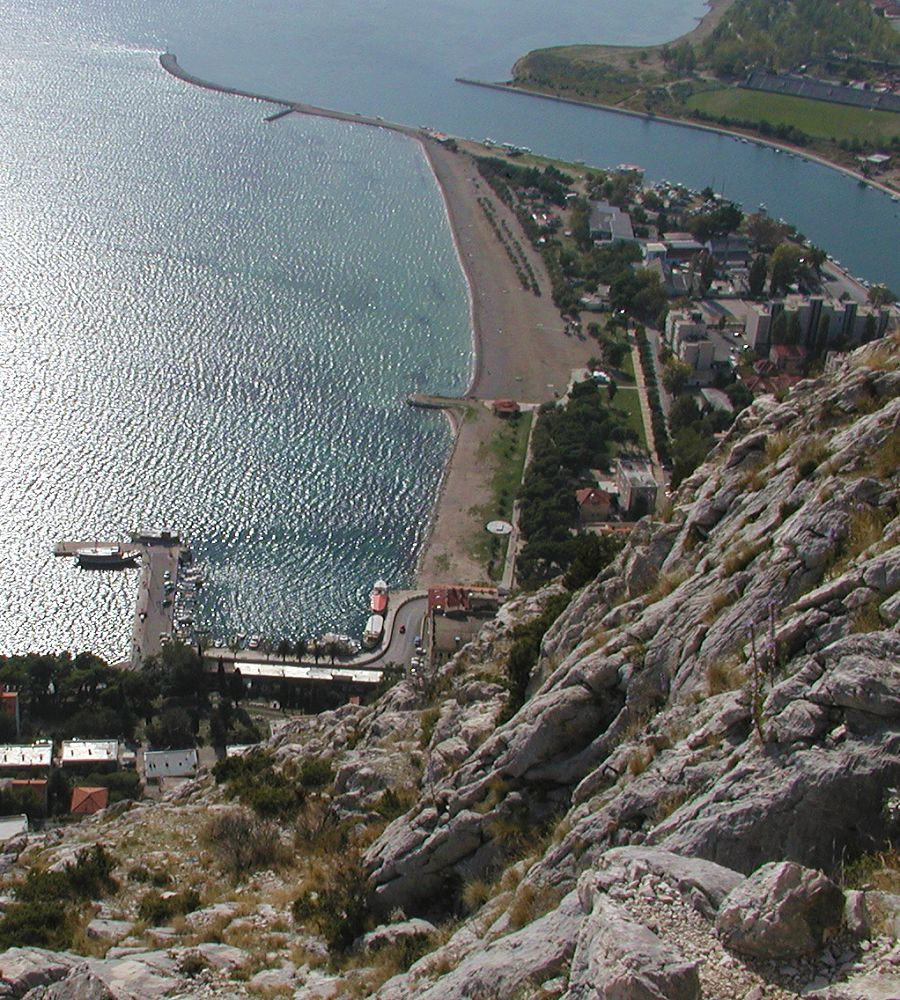
Вид на устье Цетины в городе Омиш

На Цетине расположены города Триль и Омиш.
Река начинается в семи километрах от одноимённой деревни Цетина на склонах Динарского нагорья на высоте 385 метров над уровнем моря рядом с границей Боснии и Герцеговины. В 20 километрах от истока на реке образовано большое водохранилище Перуча, называемое также Перучским озером (хорв. Peručko jezero). Длина водохранилища составляет около 18 километров.
По выходе из водохранилища река течёт на юго-восток, протекая город Триль и несколько деревень. Скорость течения очень большая, на этом участке на реке построено несколько небольших гидроэлектростанций. В ходе археологических раскопок по берегам Цетины были обнаружены важные находки от эпохи раннего неолита до эпохи раннего бронзового века (Цетинская культура). Также на берегах реки сохранились остатки нескольких римских крепостей, прикрывавших вход в стратегически важное Цетинское ущелье.
Около деревни Задварье река резко поворачивает на юго-запад и начинает пробиваться сквозь сплошной горный массив, отделяющий от континента узкую полоску южного адриатического побережья, образуя знаменитое Цетинское ущелье, протянувшееся на 8 километров в длинну и получившее в 1963 году статус ландшафтного памятника. Ущелье — один из редких путей, соединяющих южное побережье с остальной частью страны, и наиболее удобный среди них, что с древности делало его стратегически важным торговым и военным путём. К северу от ущелья расположен хребет Мосор, а к югу — хребет Биоково.

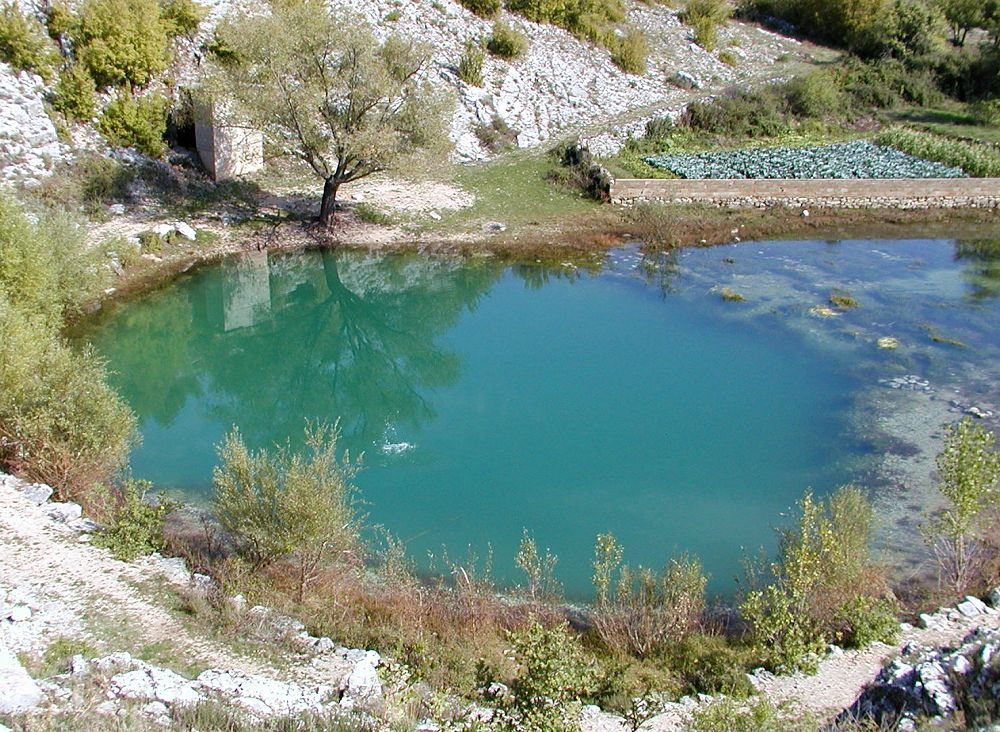
Исток Цетины

Река течёт в каньоне очень быстро, образуя многочисленные пороги и водопады. Самый большой водопад — Велика Губавица (49 м) находится в верхней части ущелья. Живописные пейзажи, виды скалистых стен ущелья и водопадов привлекают сюда многочисленных туристов. Цетина — одно из самых популярных мест для рафтинга в Хорватии. В Цетинском ущелье киностудия ДЕФА (ГДР) снимала некоторые фильмы из своего знаменитого цикла про индейцев.
В месте впадения реки в Адриатическое море стоит город Омиш. В городе возвышется крепость Мирабелла, На горе над городом — остатки крепости Стари Град, контролировавшей выход из ущелья Цетины.